# Phanaeus mexicanus
Phanaeus mexicanus es una especie de escarabajo del género Phanaeus, familia Scarabaeidae. Fue descrita científicamente por Harold en 1863.
Se distribuye por México, en el estado de Morelos. Mide aproximadamente 14-26 milímetros de longitud.